# Yi Bum-jin
Yi Bum-jin (hangeul : 이범진, hanja : 李範晉, 3 septembre 1852 - 13 janvier 1911) est un diplomate, fonctionnaire et homme politique coréen durant le règne de Gojong.
Défenseur de l'indépendance corénne, il tente de rapprocher la Corée de la Russie pour contrebalancer l'influence grandissante du Japon. Après la signature du traité d'Eulsa en 1905, qui fait de la Corée un protectorat japonais, il soutient les délégués coréens lors de l'affaire de l'émissaire secret de La Haye en 1907. Mais malgré ses efforts, la Corée est finalement annexée par le Japon en 1910. Désespéré par cela, il se suicide.

## Biographie
Yi est le fils  de Yi Gyeung-ha, un éminent homme politique de la régence de Daewongun, et d'une concubine. Sa lignée familiale remonte au Grand Prince Gwang-pyeong, le 5ème fils de Sejong le Grand. Sa famille  est l'une des familles yangban devenues militaires à mesure que l'examen de la fonction publique littéraire (gwageo) devenait plus difficile à réussir.
En 1879, il réussit l'examen littéraire. Malgré son faible statut de fils illégitime, il gravit relativement rapidement les échelons au sein du gouvernement. Après avoir été nommé au sixième rang en juillet 1880, il est nommé Tongryewonjuatongrye (troisième rang) en août 1881. Son ascension est beaucoup plus rapide que celle de Kim Ga-jin, qui est également un fils illégitime et est entré dans la fonction publique au même moment que Yi. Cette ascension rapide est basée sur la famille de Yi, qui lui donne un lien avec le puissant clan Yeoheung Min (en). Après l'incident d'Imo de 1882, Yi développe des sentiments anti-Qing ; son père ayant été puni par l'intervention des Qing après l'incident. De plus, Yi a personnellement eu des conflits avec les Chinois en Corée, ce qui a approfondi son ressentiment.
Il rejoint le parti pro-russe lorsque la reine Min (plus tard appelée « impératrice Myeongseong ») lance une politique pro-russe pour contrôler l'influence japonaise. Il est nommé vice-ministre de l'Agriculture et de l'Industrie mais démissionne après l'assassinat de la reine. En novembre 1895, il participe à l'incident de la porte Chunsang, mais après l'échec du complot, est obligé de s'exiler en Russie.
Deux ans plus tard, il retourne en Corée et dirige l'exil de Gojong à la légation russe avec d'autres politiciens pro-russes. Après cet épisode, il rejoit le cabinet pro-russe en tant que ministre de la Justice le 22 février 1896. En juin 1896, il est nommé envoyé en Amérique. A son arrivée, il rencontre le président Grover Cleveland et annonce le remplacement de l'envoyé coréen le 11 septembre. Pendant son séjour en Amérique, il écrit un journal, qui deviendra plus tard connu sous le nom de Misi Diary.
En tant qu'ambassadeur de Corée en Russie, Yi s'efforce de préserver l'autonomie et les droits de l'empire coréen. Lorsque l'envoyé russe en Corée, Nikolai G. Matiunine, tente de prolonger les droits d'exploitation forestière, il manifeste son opposition au contrat. De plus, lorsque les forces russes s'emparent de Yong-am Po, il s'opposé à cette saisie pour protéger la souveraineté coréenne. Lors de l'occupation japonaise de la Corée par la force militaire, il reçoit l'ordre de retourner en Corée. Cependant, il désobéit à cet ordre du ministre des Affaires étrangères et conserve son poste de ministre en Russie jusqu'à la fin de la guerre russo-japonaise. Il obéit plutôt à l'ordre de l'Empereur, qui lui décrète d'ignorer la pression japonaise pour retourner en Corée et de rester en Russie. Le gouvernement russe donne à Yi 7 325 roubles tous les trois mois en guise de message d'opposition à la tyrannie japonaise en Corée. Cette aide financière est accordée de février 1904 à décembre 1905. Bien qu'en tant qu'envoyé non officiel, il sert l'empereur en remettant ses lettres diplomatiques à Nicolas II. Cependant, avec la signature du traité d'Eulsa en 1905, son autorité en tant que ministre coréen en Russie se perd mais il reçoit tout de même l'ordre de Saint-Alexandre Nevski (1ère classe). Après avoir remarqué que la Corée participe à la convention de La Haye, il aide les délégués coréens et exhorte au soutien du gouvernement russe. Cependant, celui-ci refuse d'aider les Coréens alors que des accords secrets nippo-russes (en) sont en cours de signature. Même si ses efforts pour obtenir le soutien de la Russie échouent, Yi soutient de tout cœur ces délégués en rédigeant leur déclaration en français.
Après l'échec de l'affaire de l'émissaire secret de La Haye, Yi reporte son attention sur la société coréenne du kraï du Primorié. Il tente de nourrir le sentiment anti-japonais en soutenant les établissements de presse coréens, et parraine et organise également des armées vertueuses coréennes. En 1908, ces milice régionales comptent entre 3 000 et 4 000 hommes. Lorsque Choi Jae-hyeon et Yi Bum-yun organisent le Dongin hui, Yi envoie son fils Yi Ouitjyong (en) et 10 000 roubles comme fonds. Le beau-père de Ouitjyong, Karl Joseph Stainslaw Freiherr von Nolcken, gouverneur russe de Tomsk, l'accompagne, encourageant une résistance encore plus grande de la société coréenne en Russie.
Malgré ses efforts acharnés, le sombre destin de la Corée reste inchangé. Alors qu'elle est annexée par les Japonais en 1910, Yi ressent une grande agonie et se suicide peu après. Après sa mort, ses biens sont légués à la société coréenne de Vladivostok et de San Francisco. Reconnaissant que la résistance à court terme deviendrait vaine, il avait souligné que les bénéficiaires devraient utiliser son héritage pour l'éducation de la jeune génération.
À titre posthume, Yi reçoit la Mention élogieuse présidentielle en 1963 et l'ordre du Mérite de la Fondation nationale en 1991.

## Famille
Yi a deux fils, Yi Gi-jong et Yi Ouitjyong (en), tous deux fonctionnaires de l'empire coréen ayant résisté à la domination japonaise sur la Corée. Son premier fils, Yi Gi-jong, retourne en Corée en 1902 et entre dans la fonction publique en tant que chef du département d'artillerie du ministère de l'Armée (en) et Beop Mu Guk Jang du ministère de la Justice. Après que la victoire japonaise dans la guerre russo-japonaise soit devenue évidente, Yi Gi-jong démissionne de ses fonctions. Il est sous la surveillance des Japonais en raison de la résistance acharnée de son père et de son jeune frère. Après l'assassinat d'Itō Hirobumi en 1909, il est arrêté.

## Distinctions
Empire coréen
- Ordre de Taegeuk (2e classe), 22 février 1901[12]

 Empire russe
- Ordre de Saint-Alexandre Nevski (1ère classe)